# Etheostoma burri
Etheostoma burri Ceas & Page, 1997 è un piccolo pesce d'acqua dolce appartenente alla famiglia Percidae.

## Distribuzione e habitat
Questa specie è diffusa in America del Nord, nel bacino idrografico del Black River in Missouri, in fiumi e torrenti.